# Tomas Tengby
Anders Tomas Tengby, född 24 mars 1956 i Borås, är en svensk journalist. Han är bror till Magnus Tengby i Black Ingvars,  ,Henrik Tengby, och var på 70-talet en radikal musikjournalist på Musikens makt. Han verkade senare på GT, Expressen och Arbetet. Han är bland annat verksam i Sveriges Radio och Sveriges Television.

## Biografi
Tengby föddes i Borås, men familjen flyttade till Göteborg när han var två år gammal. Han radiodebuterade redan som 14-åring med ett eget halvtimmeslångt program som sändes i maj 1971 av Sveriges Radios ungdomsredaktion i Göteborg. Han rekryterades dit 1973 av den kände proggideologen Tommy Rander som ersättare för Håkan Sandblad, som blivit redaktionschef för tidningen Musikens makt. Senare samarbetade Tengby med Lars Aldman, då även känd som proggmusiker, i programmen Vågspel (1976–1980) och Vågspel med luren (1980–1983). Tengby var därefter verksam som teaterregissör, främst inom radioteatern, och blev 1991 marknadschef vid Göteborgs stadsteater, men lämnade denna tjänst efter en kort tid för att återgå till Riksradion. Åren runt 1990 var Tengby även verksam som lärare på Journalisthögskolan i Göteborg.
Tomas Tengby har haft det egna programmet Tengby direkt, som sändes på måndagskvällar i P4, där han intervjuade olika personer i direktsändning. Programmet ersattes i januari 2007 med Karlavagnen, där Tengby nu är programledare. Han producerar och leder programmet Meny. Dessutom har han sedan 00-talet varit en av programledarna i radioprogrammet Ring P1.
Tengby har tidigare medverkat i det framgångsrika matlagningsprogrammet Mat tillsammans med Tina Nordström. Han har tidigare även varit programledare för Morgonpasset i P3 1992–1995 och haft ett självbetitlat soffprogram i SVT. Han var från 2008 en av programledarna i radioprogrammet Mannheimer och Tengby på söndagsförmiddagarna, tillsammans med Anna Mannheimer. 1995 vann Tomas På spåret tillsammans med Cecilia Hagen.